# Tonči Bašić
Tonči Bašić (* 13. března 1974 Split), uváděný také jako Tonći Bašić nebo Tonči Bašič, je chorvatský fotbalový trenér, činovník (funkcionář) a bývalý profesionální fotbalista.

## Hráčská kariéra
Začínal v klubu RNK Split, v Chorvatsku hrál dále za Mosor Žrnovnica, NK Varteks (jeden prvoligový start) a HNK Šibenik. V České republice zasáhl do šesti prvoligových utkání v dresu FC Dukla Příbram. V roce 2001 nastupoval v ruské nejvyšší soutěži za PFK Alanija Vladikavkaz.

### Prvoligová bilance
| Ročník          | Zápasy | Góly | Minuty | Klub                    |
| --------------- | ------ | ---- | ------ | ----------------------- |
| I. liga 1997/98 | 1      | 0    | 35     | NK Varteks Varaždin     |
| I. liga 1999/00 | 6      | 0    | 305    | FC Dukla Příbram        |
| I. liga 2001    | 3      | 0    | –      | PFK Alanija Vladikavkaz |
| CELKEM I. LIGA  | 10     | 0    | –      |                         |

## Trenérská a funkcionářská kariéra
Po skončení hráčské kariéry se stal trenérem, RNK Split vedl ve 37 prvoligových zápasech (20.08.2011–06.10.2012). Působil zde také jako sportovní ředitel (2013–2015).